# Francisco Serrão

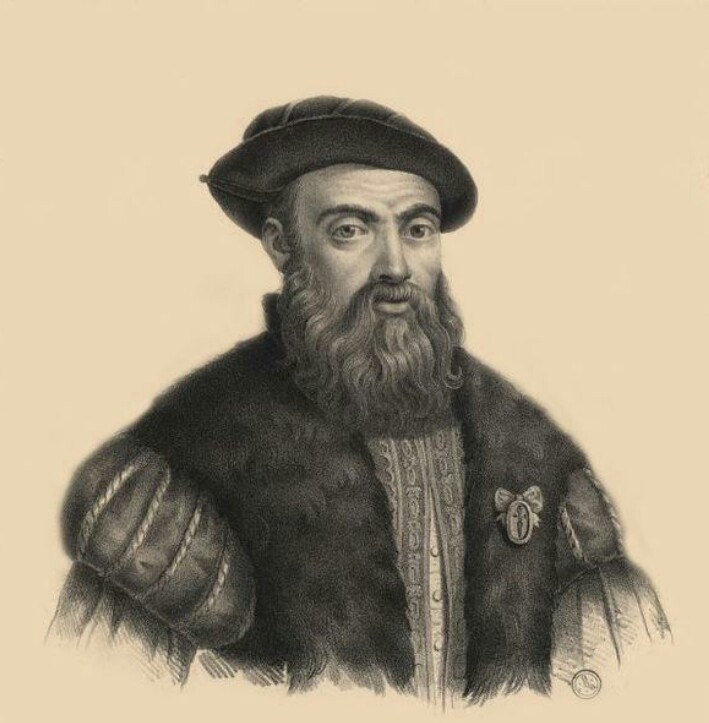
Francisco Serrão

Francisco Serrão  (gestorven 1521) was een Portugese ontdekkingsreiziger en een neef van  Ferdinand Magellaan. In 1512 bereikte hij als eerste Europeaan de Molukken. Hij trad als persoonlijk adviseur in dienst van de sultan van Ternate, Bayan Sirullah. Serrão bleef op Ternate tot zijn dood in 1521.

## Reis naar de Molukken
Na de verovering van Malakka in 1511 zond de Portugese onderkoning Afonso de Albuquerque drie schepen naar de Specerijeneilanden. Deze eilanden waren de enige producent ter wereld van kruidnagel, nootmuskaat en foelie, specerijen die goud waard waren in Europa. De wens om grip te krijgen op deze specerijenhandel was een belangrijke drijfveer voor de Portugese ontdekkingsreizen. 
António de Abreu leidde de expeditie; Serrão was kapitein op een van de schepen. Maleise loodsen leidden de schepen langs Java en de Kleine Soenda-eilanden naar de Banda-eilanden. De Portugezen bleven daar een maand om specerijen in te slaan en keerden daarna terug naar Malakka, zonder het eigenlijke reisdoel te hebben bereikt. 
Serrão's schip had echter schipbreuk geleden op Banda. Aan boord van een plaatselijke jonk trok hij met een klein groepje Portugezen en Maleisiërs verder. Hij belandde op Ternate, waar hij goed overweg kon met sultan Bayan Sirulla, die hij hielp de rivaliteit met de sultan van Tidore op te lossen. Serrão besloot op Ternate te blijven als een militaire huurling en vizier van de sultan. In de jaren erna was Serrão betrokken bij een aantal conflicten tussen de eilanden over de controle over de specerijenhandel. 
Zijn brieven aan zijn neef Ferdinand Magellaan over de Specerijeneilanden vormden een belangrijke stimulans voor de laatste om via een westwaartse route deze eilanden te bereiken. In Spaanse dienst voer Magellaan over de Stille Oceaan naar de Filipijnen, waar hij sneuvelde. Enkele maanden daarvoor was Serrão op Ternate overleden. Volgens Antonio Pigafetta waren hem tijdens een commercieel bezoek aan Tidore vergiftigde betelbladeren aangeboden, uit vergelding omdat hij vóór de vrede voorname personen in gijzeling had genomen. Hij zou er na enkele dagen aan gestorven zijn.

## Voetnoten
1. ↑  Tenzij het Monoch bereikt door Ludovico di Varthema op zijn Aziatische reis van 1503-1508 de Molukken waren.
2. ↑  David Abulafia, The Boundless Sea. A Human History of the Oceans, 2019, p. 568
3. ↑  David Abulafia, The Boundless Sea. A Human History of the Oceans, 2019, p. 576